# محمود طاهر حقي
محمود طاهر حقي (1884-1964) كاتب مصري ومؤلف إحدى أقدم الروايات المصرية. كان عضوًا مؤسسًا «للمدرسة الجديدة» للكتابة العربية. يُعَدُّ حقي أحد روَّاد الرواية والقصة العربية الحديثة في القرنِ العشرين.

## مسيرته
وُلِدَ حقي بمحافظة دمياط سنة ١٨٨٤م، وكانَ والده مديرًا لمصلحة حكومية في قريةِ «المحمودية» بمحافظةِ البحيرة، وبعد وفاته عامَ 1890م، مرض محمود حقي ولم يتم تعليمه الحكومي. بدأَ في كتابةِ القصَّة القصيرة وهو في السابعةَ عشرة من العمر؛ ونشرت أعماله في معظمِ الصحف والمجلاتِ المِصرية، مثل: مجلة «الجوائب المصرية» وجريدةُ «المنبر»، كما كتبَ في «الأهرام» يوميًّا تحتَ عنوان: «هَمْسة في الأُذن»، وكتب في جريدةِ «الاتحاد» يوميًّا تحتَ عنوان: «على الهامِش». بالإضافة إلى ذلك، أنشأَ «الجريدة الأسبوعيَّة» التي كان ينشر فيها الشاعر المعروف «أحمد شوقي» بعض قصائده بأسماء مستعارة.
شغلَ حقي العديدَ مِنَ الوَظائف؛ إذ عمل سكرتيرًا لمدير ديوان الأوقاف، وسكرتيرًا لمديرِ الأمنِ العام بوزارة الداخلية، وسكرتيرًا لصاحب جريدةِ السياسة، كما كان سكرتيرًا بحزب الاتحاد، وشغلَ أيضا منصبَ سكرتيرٍ عامّ للفرقة القومية المِصرية للمسرح.
روايةُ محمود حقي الأشهر هي «عَذْراء دنشواي» التي نشرت سنة 1906م عقبَ حادثةِ دنشواي، وهي الواقِعةُ التي أثارت موجةَ غضبٍ شعبية كبيرة في مصرَ ضدّ الاحتلال الإنجليزي. وقد استلهم محمود حقي أحداثَ الروايةِ من الحادثة، وكانت الرواية سببًا في شهرتِه والنظر إليه باعتباره روائيًّا متفاعلًا مع واقعه الاجتماعي وذاع صيته وسط أغلب فئات المجتمع. ويرى يحيى حقي أن «عذراء دنشواي كانت البذرة التي مهدت لمحمد حسين هيكل أن يكتب في سنة 1912م رواية زينب، وجعل حوادثها تجري في الريف وبعض أبطالها من الفلاحين»، ويجادل أن «عذراء دنشواي تمسكت بأطراف أهداب الواقعية، على حين غرقت زينب في رومانسية شاعرية لا تقبل الأضداد».
له مؤلَّفات أخرى، من بينها: روايةُ «الفَضِيلة»، والمجموعةُ القصصية «غاديات رائِحات» الصادرة سنة 1948، ومسرحيات «النَّزوات»، و«الجامِحة»، و«بناتنا»، بالإضافة إلى «غادة حمانا» الصادرة سنة 1930.
تُوفِّيَ محمود طاهر حقي في يناير 1965م، وتذكر مصادر أخرى أنَّ وفاتَه كانَت عام 1962م.

## الحياة الشخصية
كان حقي من عائلة من أصل تركي. وهو عم الكاتب المعروف يحيى حقي.